# Záskok
Záskok je dvanáctá divadelní hra z repertoáru Divadla Járy Cimrmana. Autory jsou Zdeněk Svěrák a Ladislav Smoljak, jako spoluautor (resp. hlavní autor) je uváděn fiktivní český vynálezce, filosof a dramatik Jára Cimrman. Premiéra hry se odehrála 27. března 1994 v Žižkovském divadle T. G. Masaryka v Praze. V roce 1994 získal Záskok Cenu Alfréda Radoka za hru roku.
Do 30. června 2009 se uskutečnilo celkem 796 představení. Řada herců divadla včetně Zdeňka Svěráka považuje právě tuto hru za svou nejoblíbenější z repertoáru.

## Obsah
Oproti jiným hrám Divadla Járy Cimrmana je představení Záskok jedinečné tím, že sestává ze tří částí: I. klasického odborného semináře, II. předehry „Mistr přijíždí“ (příjezd Prácheňského a část zkoušky), a po přestávce III. jednoaktové hry „Vlasta“ (což je tak vlastně „hra ve hře“), v níž za uprchlého herce Bittnera zaskakuje proslulý Karel Infeld Prácheňský.

### Seminář
Seminář ke hře Záskok je zaměřen na Cimrmanovu kočovnou divadelní společnost Lipany a také na jeho marnou snahu prosadit své hry na prkna Národního divadla.
Přednášky:
- Hamlet bez Hamleta – Cimrmanovy úpravy klasických dramat pro jeho omezený ansámbl
  - ukázka pasáže z Hamleta v překladu Milana Lukeše, nejprve s Hamletem, pak bez něj
  - ohlas v kopidlenské kronice (na zkrácené audioverzi vynecháno)
- Tma jako v pytli – Cimrmanův vynález rozhlasové hry dávno před vynálezem rozhlasu
- Korespondence s Ladislavem Stroupežnickým – mj. zmínka o Cimrmanově ztracené hře „Čechové na Řípu“
- Fenomenální herec Ota Plk
- Základní herecké desatero – 10 pravidel pro začínající herce (během hry Vlasta jsou pak postupně prakticky všechna porušena)

### Mistr přijíždí
Na scéně venkovského divadla se scházejí herci malé kočovné společnosti, kteří se chystají uvést novou hru napsanou principálem a věnovanou panu starostovi. Vážný problém, který jim těsně před premiérou způsobil náhlý odchod hereckých manželů Bittnerových, se zdá být vyřešen tím, že principál sehnal pro hlavní roli opravdovou hvězdu, Karla Infelda Prácheňského, který je právě na cestě z Plzně. Někteří herci sice nejsou úplně nadšeni z toho, že celý výdělek představení padne na Prácheňského honorář a cestovné, přesto ale slavného herce uvítá hned po vstupu na jeviště uctivý aplaus. Velevážený umělec okamžitě ovládne scénu, pateticky cituje klasiky a blahosklonně shlíží na své ochotnické kolegy, mezi něž trousí různé rady a historky, nicméně svůj part ještě vůbec neumí, což ostatní trochu zneklidňuje. Prácheňský však ujišťuje, že se vše zvládne naučit přes noc, a pro jistotu si vymiňuje určité místo na scéně, odkud bude dobře slyšet principála coby nápovědu. Ten ho ještě uklidní tím, že pokud dojde na nejhorší a hra se úplně vysype, on vjede na scénu coby „zvědavý invalida Jirka Karásek“ a zase herce navede na správnou kolej.

### Vlasta
Na bohatém Machově statku žije stará nemocná matka s dcerou Vlastou a svým druhým manželem, líným a hamižným Vavrochem. Jako podruh u nich pracuje Bárta. Vlasta si ráčkujíc smutně zpívá u žehlení, zatímco soustavně odmítá Bártovo namlouvání. Přijíždí rodinný lékař Vypich, rovněž ráčkující, a chvatně aranžuje změnu matčiny závěti ve smyslu, aby statek nedědil Vavroch, ale právě Vlasta, neboť Vavroch nežije řádným životem, tráví čas po hospodách a je vídán s prostopášnou Helgou. Roli Anastázie Machové-Vavrochové přitom plní pouze dlouhá umělá ruka vedoucí z postele, neboť záskok za herečku Bittnerovou se nesehnal. Vypich tedy musí matce se psaním vydatně pomáhat.
Představení dostane zcela novou dynamiku, když na scénu triumfálně vstoupí Prácheňský coby Vavroch, neboť je od první chvíle jasné, že si z textu pamatuje jen útržky a pletou se mu i jména postav včetně té jeho. Plynutí hry nepomáhá ani to, že ve chvílích nejistoty okamžitě sklouzává na pevnou půdu různých klasických dramat, která ovládá, a na narážky reaguje zcela nesouvisejícími citacemi z Lucerny, Maryši nebo Ostrovského Bouře. V takových momentech už nestačí ani velmi hlasitá principálova nápověda, ale musí vjet na jeviště jako zvědavý invalida a návodnými otázkami nasměrovat Vavrocha na správnou repliku. V jednu chvíli konsternovaný Prácheňský ze scény dokonce uteče, zanechav ostatní ve velmi trapné snaze improvizovat nějaký výplňový dialog. Ke konci už principálovi povolí nervy a začne na svém vozíku honit Prácheňského po jevišti, spílaje mu nejhoršími jmény.
I přes tato neustálá přerušení děj hry těžkopádně postupuje dál – na scénu přibývá šikovatel Vogeltanz, který hledá rekruty na vojenskou službu. Zdá se, že Vlasta coby žena, ani Bárta s umělým okem nejsou schopní odvodu, nicméně Vogeltanz k Vlastě prudce zahoří láskou a chce si ji odvést jako nevěstu. Vavroch však přichází se šokujícím odhalením, že Vlasta je ve skutečnosti muž, což zjistil když se ji kdysi pokusil znásilnit. Vlasta se přizná, že ji do dívčího oblékala matka, právě aby ho před vojnou uchránila. Zatímco Bárta je touto informací zdrcen a marně se pokouší namalovanými dveřmi odejít na jiný statek, šikovateli změna pohlaví jeho vyvolené nijak nevadí a již plánuje svatbu v Českých Budějovicích.
Nakonec se ještě vyjeví, že skutečným Vlastiným, resp. Vlastovým otcem nebyl Mach, ale je to doktor Vypich. Vavroch se to o sobě snaží tvrdit také, protože podle nové závěti dědí statek napůl Vlasta a „její otec“, ale dědičné ráčkování prokáže, kde je pravda. Zmožený Prácheňský pak konečně může proslovit závěrečné veršované slovo, o což se několikrát pokoušel už během hry.

## Zajímavosti
- Jméno „Karel Infeld Prácheňský“ si autoři nevymysleli, ale inspiroval je Petr Brukner, jehož prastrýc se jmenoval Karel Infeld a byl skutečně hercem v Plzni (v divadelní družině Josefa Šmahy). Obrozenecky znějící přízvisko „Prácheňský“ přidal Brukner podle svého rodného kraje.[3]
- Rovněž zmiňovaní uprchlíci Bittner a Bittnerová mají reálné předobrazy, herce Jiřího a Marii Bittnerovy.
- Role podruha Bárty byla pojmenována podle tehdejšího technika Roberta Bárty, který ji nakonec začal také hrát (po smrti Václava Kotka).
- Hra obsahuje také interní narážku na jinou Cimrmanovu hru, když šikovatel Vogeltanz zmiňuje „poručíka Pihrta“, což je role ze hry Lijavec (zpravidla hraná stejným hercem).
- Ladislav Smoljak sám ve spojení s touto hrou konstatoval, že mezi ním a Zdeňkem Svěrákem jsou velké herecké rozdíly. Zatímco Svěrák to na jevišti rozbalí a hraje herce, co přehrává a svoje herectví příliš prožívá, Smoljak se role chopil v podobě namyšleného profesionála, který se pořád snaží působit jistě, ale sám naráží na své chyby. Toho později autoři využili ve Švestce, kdy natočili obě verze – jak se Smoljakem, tak se Svěrákem.

## Obsazení
Současné obsazení je uvedeno tučně, předchozí obsazení kurzívou.
| Role             | Role                    | Role                           | Herci                                                                   |
| Tma jako v pytli | Mistr přijíždí          | Vlasta                         | Herci                                                                   |
| ---------------- | ----------------------- | ------------------------------ | ----------------------------------------------------------------------- |
| František Křižík | Karel Infeld Prácheňský | otčím Vavroch                  | Zdeněk Svěrák 1 2 5 7 8 9 Ladislav Smoljak † 1 3 4 6                    |
| krejčová         | herec Čeněk             | Vlasta                         | Genadij Rumlena 1 4 6 7 8 9, Petr Brukner 1 2 3 5                       |
| Mirek            | herec Josífek           | podruh Bárta                   | Marek Šimon 1 2 3 5 6 8 9 Václav Kotek † 1 4 7, Jaroslav Uhlíř          |
| sousedka         | herec Karel             | doktor Vypich                  | Miroslav Táborský 8 9 Bořivoj Penc † 1 2 5 6 7, Jaroslav Weigel † 1 3 4 |
| krejčí           | herec Robert            | šikovatel Vogeltanz            | Miloň Čepelka 1 2 3 4 6 7 8 9 Pavel Vondruška † 1 3                     |
| děda             | principál Jeník         | zvědavý invalida Jirka Karásek | Jan Hraběta 1 5 8 9, Petr Reidinger 7 Jan Kašpar † 1 2 3 4 6            |

1 – alternace z desky Supraphonu (1995, nahráno 2. 4. 1995 (seminář), 3. 4. 1995 (hra))
2 – alternace z audiovizuální nahrávky ČT (1997)
3 – alternace z úryvku předvedeném v představení 30 let Divadla Járy Cimrmana (1997)
4 – alternace ze sestřihu divadelního představení v dokumentu Záskok aneb Cimrman v Národním divadle (2000, natáčeno 31.12. 1997 v 16:00 hodin)
5 – alternace ze sestřihu divadelního představení v dokumentu Záskok aneb Cimrman v Národním divadle (2000, natáčeno 31.12. 1997 v 19:00 hodin)
6 – alternace z úryvku předvedeném v představení 40 let Divadla Járy Cimrmana (2007)
7 – alternace z úryvku předvedeném v představení Psaní do nebe (2017)
8 – alternace z audionahrávky kolující po webu
9 – alternace z audionahrávky kolující po webu (2023)